# Petra Grassi
Petra Grassi, glasbenica, pianistka, dirigentka, zborovodkinja, * 26. junij 1988, Trst.

## Življenje in delo
Petra Grassi se je rodila v Trstu, oče Sergio, mati Miriam (rojena Pahor), doma pa je iz Slivnega (pri Nabrežini). Obvezno šolanje je opravila v Nabrežini. Medtem se je že srečala z glasbo, saj je začela igrati na klavir pri sedmih leti in prepevati v otroškem zboru Ladijca iz Devina. Učila se je klavir pri Glasbeni matici iz Trsta in je diplomirala iz klavirja in glasbene didaktike na tržaškem konservatoriju Tartini, prislužila si je štipendijo in se izobraževala na Akademiji za glasbo v Ljubljani, nato je diplomirala tudi iz dirigiranja in kompozicije na konservatoriju “F. A. Bonporti” v Trentu v razredu prof. Lorenza Donatija. Pela je v zboru Kraški slavček pod vodstvom Mirka Ferlana in se navdušila za dirigiranje, saj je v zboru koripetirala. Pela je tudi v zboru APZ Tone Tomšič v Ljubljani, kjer si je nabirala nove dragocene izkušnje. Poučuje na Glasbeni matici v Trstu in na konservatoriju v Trentu. Leta 2016 se je omožila s profesorjem in filozofom Jernejem Ščekom.
Leta 2015 je zmagala prvo nagrado na tekmovanju za zborovske dirigente Le mani in suono v Arezzu in prejela tudi nagrado za najmlajšega finalista. Istega leta  je na mednarodnem tekmovanju za mlade zborovske dirigente Europa cantat v Torinu prejela tretjo nagrado. Leta 2016 je bila zmagovalka 1. Državnega tekmovanja Mateja Hubada za slovenske zborovodje Zvok mojih rok v Ljubljani. Leta 2019 je v Hongkongu na svetovnem tekmovanju za zborovske dirigente prejela nagrado kot najboljši dirigent po izboru zbora.
Petra Grassi je s svojimi zbori dosegla vrsto prvih mest in nagrad.
Leta 2018 je prejela Zlati znak Javnega sklada Republike Slovenije za kulturne dejavnosti za izjemne ustvarjalne dosežke na področju vokalne glasbe.
Leta 2023 je prejela nagrado, ki jo krovni organizaciji SSO - Svet Slovenskih organizacij in SKGZ - Slovensko kulturno gospodarska zveza podeljujeta ob slovenskem kulturnem prazniku.
Leta 2024 je prejela nagrado Pavleta Merkuja za izjemne dosežke na zborovskem področju, ki je namenjena pripadnikom slovenske narodne skupnosti v Italiji.